# Дахомей
 Тази статия е за царството от XVII-XX век.  За колонията вижте Френски Дахомей.  За републиката от XX век вижте Република Дахомей.
Дахомей е държава в Западна Африка, съществувала от началото на XVII век до 1904 година. Столицата й е град Абомей.
Основана е от етническата група фон (известни и като дахомейци) и става милитаризирано царство и регионална сила, която процъфтява, благодарение на търговията с роби. В периода 1740 – 1828 година Дахомей е принуден да признае върховенството на своя източен съсед, империята Ойо, но след това възстановява независимостта си. В края на XIX век, след Първата и Втората френско-дахомейска война, държавата е превърната в протекторат на Франция, а през 1904 година е окончателно завладяна и преобразувана в колонията Френски Дахомей, от която като независима държава се отделя (към 1960 г.) Република Дахомей, преобразувана в съвременната държава Бенин.